# 奥列格·洛博夫
奧列格·伊万諾維奇·羅伯夫（俄语：Олег Иванович Лобов，1937年9月7日—2018年9月6日）俄羅斯政治人物，曾担任俄罗斯部長會議代理第一副主席及俄罗斯联邦副总理。

## 经历
於1991年4月19日-1991年11月15日擔任俄羅斯蘇維埃聯邦社會主義共和國部長會議之代理第一副主席，於1991年9月26日-1991年11月6日也擔任了俄羅斯蘇維埃聯邦社會主義共和國部長會議主席。直到蘇聯解體後，1997年3月17日羅伯夫曾在俄羅斯國家元首與政府機構的各種能力。他的最後一個職位是俄羅斯聯邦政府副總理。羅伯夫是國際合作的非政府協會主席，也參與各種與建築相關協會與工會活動；並擔任莫斯科台北經濟文化合作協調委員會主席 。担任副总理期间，曾联合日里诺夫斯基等杜马议员以及总统办公厅主任谢尔盖·亚历山德罗维奇·菲拉托夫试图通过《俄台关系法》发展俄罗斯与中华民国的关系，以牵制中华人民共和国。1996年，其在杜马提交议案，要求在中国人民解放军进行台海导弹演习时支持中华民国政府。

## 教育
1960年畢業於頓河畔羅斯托夫鐵路運輸工程學院以及1971 年獲得技術副博士學位。

## 爭議
於1991年至1995年，羅伯夫積極協助於日本新宗教運動之奧姆真理教，並於俄羅斯建立營運。根據在1995年美國參議院的指控，羅伯夫與奧姆真理教的關係開始於1991年12月，並持續至1995年。羅伯夫被指控收取現金墊款奧姆真理教，並與奧姆真理教的「建設省大臣」早川紀代秀定期會面。羅伯夫據稱於日本會見麻原彰晃以及安排麻原彰晃於1992年親自拜訪俄羅斯。

## 受獎
- 1978年  獲得列寧勳章
- 1974年  獲得榮譽徽章勳章
- 2000年  獲得俄羅斯聯邦國家獎

### 資料
- Global Proliferation of Weapons of Mass Destruction: A Case Study on the Aum Shinrikyo. Part VI （页面存档备份，存于）. Senate Government Affairs Permanent Subcommittee on Investigations. 31 October 1995 Staff Statement; retrieved 31 October 2010.
- Robin M. Frost (2005). Nuclear terrorism after 9/11, Issue 360 （页面存档备份，存于）. Routledge; ISBN 0-415-39992-0.